# Super Rugby 2022
Die Saison 2022 war die 27. Ausgabe von Super Rugby, einem Rugby-Union-Wettbewerb, an welchem zwölf Franchise-Mannschaften aus Australien, Fidschi, Neuseeland und den Pazifischen Inseln teilnahmen. Die Saison startete am 18. Februar 2022 und endete mit dem Finale am 19. Juni 2022. Es wurden 84 Spiele während der Regular Season und 7 Spiele in der Finalrunde ausgetragen. Die neuseeländische Mannschaft Crusaders gewann zum elften Mal den Meistertitel.
Nachdem die Saison 2020 wegen der COVID-19-Pandemie vorzeitig hatte abgebrochen werden müssen und 2021 nur Ersatzveranstaltungen stattgefunden hatten, konnte nach zweijähriger Pause wieder eine volle Saison gespielt werden. Die Franchises aus Argentinien, Japan und Südafrika hatten sich in der Zwischenzeit aus dem Wettbewerb zurückgezogen, während neu ein Team aus Fidschi und ein Vertreter der Pazifischen Inseln dazustießen.

## Ereignisse
Bis 2020 war Super Rugby ein interkontinentaler Wettbewerb mit Teams aus Argentinien, Australien, Neuseeland, Japan und Südafrika. Die Entwicklung der Pandemie führte dazu, dass die Saison 2020 Mitte März abgebrochen werden musste und nicht gewertet wurde. Einschränkende Reisebestimmungen machten eine Fortführung unmöglich, weshalb die beteiligten Verbände voneinander getrennte Ersatzveranstaltungen ins Leben riefen: Super Rugby Aotearoa in Neuseeland, Super Rugby AU in Australien und Super Rugby Unlocked. 2021 fanden Super Rugby Aotearoa und Super Rugby AU erneut statt, gefolgt vom gemeinsamen Wettbewerb Super Rugby Trans-Tasman. 2022 war die Rückkehr zum alten Format vorgesehen, wenn auch unter stark geänderten Vorzeichen.
Aus finanziellen Gründen hatten die japanischen Sunwolves bereits im März 2019 angekündigt, dass die Saison 2020 ihre letzte sein werde – was dann auch der Fall war. Die argentinischen Jaguares zogen sich angesichts fehlender Spielmöglichkeiten ebenfalls zurück und lösten sich 2022 auf. Die Franchises aus Südafrika – Bulls, Lions, Sharks und Stormers – lösten ihre Bindungen zu Super Rugby und schlossen sich 2021 der europäischen United Rugby Championship an. Hingegen kehrte das australische Team Western Force nach fünfjähriger Absenz zu Super Rugby zurück. Neu hinzu kamen die Teams Fijian Drua aus Fidschi und Moana Pasifika (als Repräsentantin der übrigen pazifischen Inseln).

## Modus
Die zwölf teilnehmenden Teams waren im Gegensatz zu früheren Austragungen nicht mehr in geografische Conferences eingeteilt, sondern bestritten 14 reguläre Saisonspiele. Dabei traten sie entweder zuhause oder auswärts gegen jedes andere Team an. Die verbleibenden drei Begegnungen waren zusätzliche Derbys nach geografischen Kriterien. Die Fijuan Drua waren Australien zugeteilt, da sie aufgrund der COVID-19-Einschränkungen ohnehin nicht in Fidschi selbst spielen durften; Moana Pasifika wiederum ist in Neuseeland beheimatet. Die acht besten Teams am Ende der regulären Saison qualifizierten sich für die Play-offs. Im Viertelfinale spielte das erstplatzierte Team gegen die achtplatzierte, das zweitplatzierte Team gegen die siebtplatzierte, das drittplatzierte Team gegen die sechstplatzierte und das viertplatzierte Team gegen die fünftplatzierte. Die Sieger der Viertelfinals zogen ins Halbfinale ein, die Sieger der Halbfinals ins Finale. Die höher eingestufte Mannschaft war jeweils Gastgeber der Playoff-Spiele.

## Ergebnisse

### Tabelle
|     | Team             | Spiele | Siege | Unent. | Ndlg. | Spiel- punkte | Diff. | Bonus- punkte | Tabellen- punkte |
| --- | ---------------- | ------ | ----- | ------ | ----- | ------------- | ----- | ------------- | ---------------- |
| 01. | Blues            | 14     | 13    | 0      | 1     | 472:284       | + 188 | 6             | 58               |
| 02. | Crusaders        | 14     | 11    | 0      | 3     | 470:268       | + 202 | 8             | 52               |
| 03. | Chiefs           | 14     | 10    | 0      | 4     | 453:348       | + 105 | 5             | 45               |
| 04. | Brumbies         | 14     | 10    | 0      | 4     | 404:308       | + 98  | 4             | 44               |
| 05. | Hurricanes       | 14     | 8     | 0      | 6     | 441:330       | + 111 | 7             | 39               |
| 06. | NSW Waratahs     | 14     | 8     | 0      | 6     | 365:317       | + 48  | 6             | 38               |
| 07. | Queensland Reds  | 14     | 8     | 0      | 6     | 342:327       | + 15  | 3             | 35               |
| 08. | Highlanders      | 14     | 4     | 0      | 10    | 348:345       | + 3   | 7             | 23               |
| 09. | Western Force    | 14     | 4     | 0      | 10    | 326:443       | − 117 | 7             | 23               |
| 10. | Melbourne Rebels | 14     | 4     | 0      | 10    | 320:469       | − 149 | 4             | 20               |
| 11. | Fijian Drua      | 14     | 2     | 0      | 12    | 261:518       | − 257 | 4             | 12               |
| 12. | Moana Pasifika   | 14     | 2     | 0      | 12    | 267:514       | − 247 | 2             | 10               |

Die Punkte wurden wie folgt verteilt:
- 4 Punkte bei einem Sieg
- 2 Punkte bei einem Unentschieden
- 0 Punkte bei einer Niederlage (vor möglichen Bonuspunkten)
- 1 Bonuspunkt für mindestens drei Versuche mehr als der Gegner
- 1 Bonuspunkt bei einer Niederlage mit maximal sieben Punkten Unterschied

### Viertelfinale
| 3. Juni 2022 19:05 NZST | Crusaders | 37 : 15        | Queensland Reds                                                                                            | Rugby League Park, Christchurch Schiedsrichter: Brendon Pickerill (Neuseeland) |
| 3. Juni 2022 19:05 NZST | Versuche: Jordan 15. erh. Moʻunga 57. erh. Reece 65. erh. Williams 74. erh. Erhöhungen: Moʻunga (4/4) Straftritte: Moʻunga (3/3) 10., 32., 39. | (16:8) Bericht | Versuche: Vunivalu 25. n.erh. Daugunu 43. erh. Erhöhungen: Creighton (1/2) Straftritte: Creighton (1/1) 6. | Rugby League Park, Christchurch Schiedsrichter: Brendon Pickerill (Neuseeland) |

| 4. Juni 2022 16:35 NZST | Chiefs | 39 : 15         | NSW Waratahs                                                                                     | Waikato Stadium, Hamilton Zuschauer: 10.121 Schiedsrichter: Nic Berry (Australien) |
| 4. Juni 2022 16:35 NZST | Versuche: Weber (2) 6. erh., 64. n.erh. Jacobsen 22. erh. Nankivell 34. erh. Sowakula 71. erh. Erhöhungen: Gatland (4/5) Straftritte: Gatland (2/2) 3., 40.+1 | (27:10) Bericht | Versuche: Pietsch 8. erh. Harris 46. n.erh. Erhöhungen: Edmed (1/2) Straftritte: Edmed (1/1) 19. | Waikato Stadium, Hamilton Zuschauer: 10.121 Schiedsrichter: Nic Berry (Australien) |

| 4. Juni 2022 19:05 NZST | Blues | 35 : 6         | Highlanders                      | Eden Park, Auckland Zuschauer: 18.491 Schiedsrichter: Angus Gardner (Australien) |
| 4. Juni 2022 19:05 NZST | Versuche: Ioane 31. erh. B. Barrett (2) 35. erh., 48. erh. Lam 59. erh. Tuivasa-Sheck 69. erh. Erhöhungen: Perofeta (5/5) | (20:6) Bericht | Straftritte: Banks (2/2) 5., 30. | Eden Park, Auckland Zuschauer: 18.491 Schiedsrichter: Angus Gardner (Australien) |

| 4. Juni 2022 19:45 AEST | Brumbies | 35 : 25         | Hurricanes                                                                                       | Canberra Stadium, Canberra Schiedsrichter: Paul Williams (Neuseeland) |
| 4. Juni 2022 19:45 AEST | Versuche: Faingaʻa 25. n.erh. Simone 31. erh. Banks 64. erh. Wright 74. erh. Erhöhungen: White (1/1) Lolesio (2/3) Straftritte: Lolesio (3/3) 8., 48., 61. | (15:22) Bericht | Versuche: Moorby (2) 17. n.erh., 39. n.erh. Straftritte: J. Barrett (5/5) 4., 11., 23., 35., 42. | Canberra Stadium, Canberra Schiedsrichter: Paul Williams (Neuseeland) |

### Halbfinale
| 10. Juni 2022 19:05 NZST | Crusaders                                                                                          | 20 : 7         | Chiefs                                               | Rugby League Park, Christchurch Zuschauer: 15.000 Schiedsrichter: Nic Berry (Australien) |
| 10. Juni 2022 19:05 NZST | Versuche: Grace (2) 23. erh., 35. erh. Erhöhungen: Moʻunga (2/2) Straftritte: Moʻunga (2/3) 6., 9. | (20:7) Bericht | Versuche: Taʻavao 27. erh. Erhöhungen: Gatland (1/1) | Rugby League Park, Christchurch Zuschauer: 15.000 Schiedsrichter: Nic Berry (Australien) |

| 11. Juni 2022 19:05 NZST | Blues | 20 : 19        | Brumbies                                                                             | Eden Park, Auckland Zuschauer: 21.024 Schiedsrichter: Ben O’Keeffe (Neuseeland) |
| 11. Juni 2022 19:05 NZST | Versuche: Sotutu 23. erh. Telea 34. erh. Erhöhungen: Perofeta (2/2) Straftritte: Perofeta (2/2) 10., 21. | (20:7) Bericht | Versuche: Simone 3. erh. Lonergan (2) 59. n.erh., 76. erh. Erhöhungen: Lolesio (2/3) | Eden Park, Auckland Zuschauer: 21.024 Schiedsrichter: Ben O’Keeffe (Neuseeland) |

### Finale
| 18. Juni 2022 19:05 NZST | Blues                                                  | 7 : 21         | Crusaders | Eden Park, Auckland Zuschauer: 36.608 Schiedsrichter: Ben O’Keeffe (Neuseeland) |
| 18. Juni 2022 19:05 NZST | Versuche: Christie 59. erh. Erhöhungen: Perofeta (1/1) | (7:13) Bericht | Versuche: Hall 40. erh. Reece 76. n.erh. Erhöhungen: Moʻunga (1/2) Straftritte: Moʻunga (2/3) 30., 48. Dropgoals: Moʻunga (1/1) 13. | Eden Park, Auckland Zuschauer: 36.608 Schiedsrichter: Ben O’Keeffe (Neuseeland) |

| 15                 | Stephen Perofeta    |             |
| 14                 | AJ Lam              |             |
| 13                 | Rieko Ioane         |             |
| 12                 | Roger Tuivasa-Sheck | 45.         |
| 11                 | Mark Telea          | 78.         |
| 10                 | Beauden Barrett     |             |
| 09                 | Finlay Christie     | 72.         |
| 08                 | Hoskins Sotutu      | 40. 44.     |
| 07                 | Adrian Choat        | 47.         |
| 06                 | Akira Ioane         |             |
| 05                 | Tom Robinson        |             |
| 04                 | Josh Goodhue        | 45.         |
| 03                 | Nepo Laulala        | 54.         |
| 02                 | Kurt Eklund         | 54.         |
| 01                 | Alex Hodgman        | 54.         |
| Auswechselspieler: |                     |             |
| 16                 | Soane Vikena        | 54.         |
| 17                 | Karl Tuʻinukuafe    | 54.         |
| 18                 | Ofa Tuʻungafasi     | 54.         |
| 19                 | Luke Romano         | 45.         |
| 20                 | Dalton Papalii      | 40. 44. 47. |
| 21                 | Sam Nock            | 72.         |
| 22                 | Bryce Heem          | 45.         |
| 23                 | Zarn Sullivan       | 78.         |
| Trainer:           |                     |             |
| Leon MacDonald     |                     |             |

| 15                 | Will Jordan            |     |
| 14                 | Sevu Reece             |     |
| 13                 | Jack Goodhue           |     |
| 12                 | David Havili           | 68. |
| 11                 | Leicester Faingaʻanuku | 68. |
| 10                 | Richie Moʻunga         |     |
| 09                 | Bryn Hall              | 59. |
| 08                 | Cullen Grace           |     |
| 07                 | Tom Christie           | 78. |
| 06                 | Pablo Matera           | 78. |
| 05                 | Sam Whitelock          |     |
| 04                 | Scott Barrett          |     |
| 03                 | Oli Jager              | 52. |
| 02                 | Codie Taylor           | 59. |
| 01                 | George Bower           | 59. |
| Auswechselspieler: |                        |     |
| 16                 | Brodie McAlister       | 59. |
| 17                 | Tamaiti Williams       | 59. |
| 18                 | Fletcher Newell        | 52. |
| 19                 | Quinten Strange        | 78. |
| 20                 | Corey Kellow           | 78. |
| 21                 | Mitchell Drummond      | 59. |
| 22                 | Braydon Ennor          | 68. |
| 23                 | George Bridge          | 68. |
| Trainer:           |                        |     |
| Scott Robertson    |                        |     |

## Statistik

### Meiste erzielte Versuche
|    | Name                   | Verein     | Versuche |
| -- | ---------------------- | ---------- | -------- |
| 1. | Leicester Faingaʻanuku | Crusaders  | 10       |
| 1. | Will Jordan            | Crusaders  | 10       |
| 1. | Sevu Reece             | Crusaders  | 10       |
| 4. | Josh Moorby            | Hurricanes | 9        |
| 4. | Tom Wright             | Brumbies   | 9        |

### Meiste erzielte Punkte
|    | Name             | Verein     | Punkte |
| -- | ---------------- | ---------- | ------ |
| 1. | Stephen Perofeta | Blues      | 129    |
| 2. | Richie Moʻunga   | Crusaders  | 126    |
| 3. | Bryn Gatland     | Chiefs     | 122    |
| 4. | Jordie Barrett   | Hurricanes | 118    |
| 4. | Noah Lolesio     | Brumbies   | 118    |